# Morris Possoni

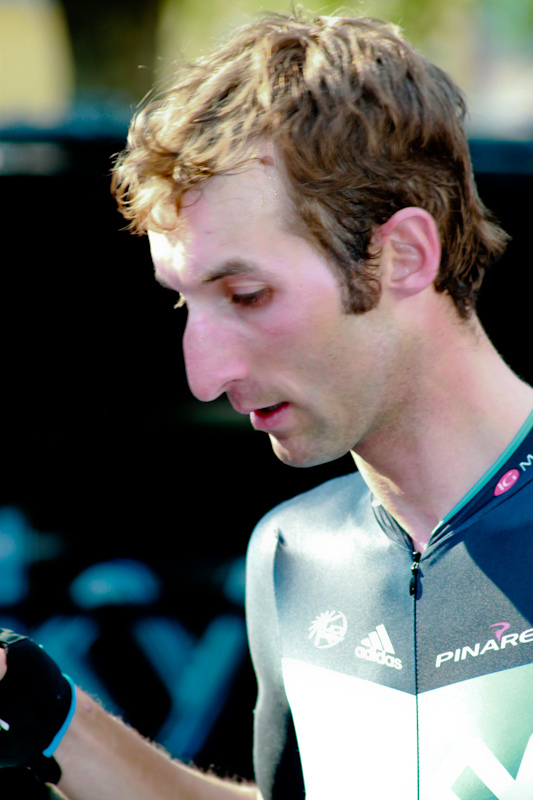
Morris Possoni bei der Tour de Romandie 2011

Morris Possoni (* 1. Juli 1984 in Ponte San Pietro) ist ein ehemaliger italienischer Radrennfahrer.
Nachdem Possoni Saison 2005 den Giro delle Valli Cuneesi nelle Alpi di Mare und den Giro della Valle d’Aosta gewonnen hatte, fuhr er zum Saisonende beim italienischen Radsportteam Lampre und erhielt dort 2006 seinen ersten regulären Vertrag. Er bestritt in den Folgejahren viermal den Giro d’Italia und dreimal die Vuelta a España und konnte diese Rundfahrten drei- bzw. zweimal beenden. Seine letzte Saison bestritt er 2012.
Im Zuge der Dopingermittlungen der Staatsanwaltschaft von Padua geriet er Ende 2014 in den Verdacht, Kunde des umstrittenen Sportmediziners Michele Ferrari gewesen zu sein.

## Erfolge
2005
- Giro della Valle d’Aosta

2009
- Mannschaftszeitfahren Tour de Romandie
- Mannschaftszeitfahren Giro d’Italia

## Grand Tours-Platzierungen
| Grand Tour            | 2007 | 2008 | 2009 | 2010 | 2011 | 2012 |
| --------------------- | ---- | ---- | ---- | ---- | ---- | ---- |
| Giro d’ItaliaGiro     | −    | 44   | 83   | DNF  | 79   | −    |
| Tour de FranceTour    | −    | −    | −    | −    | −    | −    |
| Vuelta a EspañaVuelta | 88   | −    | −    | −    | 80   | DNF  |

## Teams
- 2006–2007 Lampre-Fondital
- 2008 Team Columbia-High Road
- 2010–2011 Sky ProCycling
- 2012 Lampre-ISD